# Keleti blokk

A keleti blokk egykori országai

A kommunista blokk, keleti blokk vagy szovjet blokk (az Andrej Zsdanov által 1945-ben megfogalmazott doktrína szerint "Béketábor") kifejezések általában Közép- és Kelet-Európa korábbi kommunista (szocialista) országaira utalnak, a valamikori Varsói Szerződés tagjaira, hozzáértve a katonai szövetséghez nem tartozó Jugoszláviát is. A keleti blokkhoz tartozott 1989-ig Magyarország is.
A sok szempontból külön utakon járó Jugoszláviát és Albániát más meghatározások nem sorolják a blokkhoz. 
A blokkot alkotó államok közül több már nem létezik (a Szovjetunió, Csehszlovákia és Jugoszlávia több részre bomlott, a Német Demokratikus Köztársaság pedig Németországba olvadt).
A valamikori keleti blokk országait gyakran a Szovjetunió csatlósállamaiként is emlegették.
A blokk létezése idején ezeket a neveket a blokkon kívül használták, a blokkon belül inkább a szocialista országok név volt használatos. Ez utóbbit szélesebb értelemben, az Európán kívüli kommunista államokra is használták, de a keleti blokk vagy kommunista blokk nevek is utalhattak a szovjet ellenőrzés alatt álló és a Szovjetunióval szövetséges országok összességére is. Ezen kívül ebben az időben „Kelet-Európa” neve is nagyjából egyet jelentett a keleti (szocialista) blokkal.
A kommunista blokk, keleti blokk, szovjet blokk nevek a blokk területén a Szovjetunió nagyhatalmi helyzetének megrendülésétől kezdtek csak elterjedni.

## Története
A második világháborúban a Szovjetunió hadműveleti területeit képező, a világháború befejezését, a Jaltai konferenciát és a Párizsi békeszerződéseket követően a Szovjetunió érdekszférájába és katonai megszállása alá került európai államok (Bulgária, Csehszlovákia, Magyarország, Lengyelország, Románia és a Német Demokratikus Köztársaság) a háború után, 1949-ben közös gazdasági szövetséget (KGST) alapítottak, majd 1955-ben a Varsói Szerződés megkötésével katonai szövetségbe tömörültek. A két szövetség tagja volt alapításuk évétől Albánia is, de 1961-től – a szovjet blokktól politikailag eltávolodó kínai–albán együttműködés kereteinek kiépülésével párhuzamosan – tevékenységében aktívan nem vett részt; formálisan azonban csak 1968-ban lépett ki a Varsói Szerződésből, jóval később, 1987-ben pedig a KGST-ből. Jugoszlávia pedig sohasem írta alá a varsói szerződést, és a KGST-nek is csupán társult tagja volt, noha kommunista állam volt egészen 1989-ig.
A blokk országai néhányszor megpróbáltak elszakadni. A radikálisabb elszakadási kísérleteket, mint az 1953-as keletnémet felkelés, az 1956-os magyar forradalom és az 1968-as prágai tavasz győzelmét katonai intervencióval akadályozták meg, míg a többi, politikai próbálkozást vagy egyszerűen betiltották – és vezetőiket, tagjaikat és szimpatizánsaikat hosszabb-rövidebb időre bebörtönözték –, vagy diplomáciai úton fojtották el. Az 1989-1990 során lezajlott politikai rendszerváltások következtében megszűntek az Kelet-Közép-Európai régió országaiban a szovjet típusú diktatórikus, egypártrendszerű állami berendezkedések. A Szovjetunió felbomlása pedig egyúttal a keleti blokk összeomlását is maga után vonta.

## Fordítás
- Ez a szócikk részben vagy egészben  az   Eastern Bloc című angol Wikipédia-szócikk ezen változatának fordításán alapul.  Az eredeti cikk szerkesztőit annak laptörténete sorolja fel. Ez a jelzés csupán a megfogalmazás eredetét és a szerzői jogokat jelzi, nem szolgál a cikkben szereplő információk forrásmegjelöléseként.

## Kapcsolódó irodalom
- Privatizáció Kelet-Európában. Alternatívák, érdekek, törvények (szerzők: Apáthy Ervin, Csillag István et al., szerk.: Mizsei Kálmán), Atlantisz Könyvkiadó, Budapest, 1991 (East-European Non-Fiction), ISBN 9637978011